# Брендон Лоск'яво
Брендон Лоск'яво (англ. Brandon Loschiavo, 31 травня 1997) — американський стрибун у воду.
Учасник Олімпійських Ігор 2020 року, де в стрибках з 10-метрової вишки посів 11-те місце.